# Юдіна Валентина Василівна
Валенти́на Васи́лівна Ю́діна (нар. 7 травня 1904, Київ — пом. 1984, там само) — українська музикознавиця.

## Біографічні відомості
Народилася 7 травня 1904 року в Києві.
1930 року закінчила Київський музично-драматичний інститут імені Миколи Лисенка.
1931—1934 років навчалась в аспірантурі при Київському та Харківському музично-драматичних інститутах.
1934—1941 і 1943—1945 — редактор Українського радіо, консультант радіокомітетів України.
1945—1946 — старший інспектор з творчих питань Управління музичних закладів Комітету у справах мистецтв при Раді Міністрів УРСР.
1945—1958 — вчений секретар редакційної колегії з видання творів М. В. Лисенка.
1948—1959 — старший консультант науково-творчого відділу Українського театрального товариства.
Пішла з життя 1984 року в Києві.

## Музикознавча діяльність
Упорядниця спадщини композиторів:
- Миколи Лисенка (20 томів, 1950—1959),
- Кирила Стеценка (5 томів, 1963—1966),
- Якова Степового (3 томи, 1964—1966),
- Віктора Косенка (1966—1968)

Виготовила клавіри із:
- «Запорожця за Дунаєм» Семена Гулака-Артемовського,
- «Наталки Полтавки» Миколи Лисенка,
- «Сватання на Гончарівці» Кирила Стеценка.

Автор книги «Музика в житті Павла Тичини» (К.: Музична Україна, 1976).
Авторка статей і рецензій.